# Karolina Kusek
Karolina Kusek, née en 1940 à Ternopil, est une poétesse et journaliste polonaise, auteur d’épigrammes, aphorismes et textes de chansons.

## Biographie
Karolina Kusek est née en 1940. Poétesse et journaliste de la ville de Wrocław, elle est l’auteur d’épigrammes, aphorismes, pensées et textes de chansons. Karolina Kusek est diplômée de l’École musicale de Wrocław (classe de violon) ainsi que de la faculté de Philologie polonaise de l’université de Wrocław. Elle est aussi ancienne élève de l’Académie de pédagogie spéciale Maria Grzegorzewska à Varsovie. Elle a travaillé comme journaliste aux Éditions d’État Ossolineum à Wrocław, puis comme journaliste pour les quotidiens La Parole Polonaise et La Parole Quotidienne (Słowo Powszechne).
Elle a débuté en 1970 avec le poème « Au loin la fusée ! » (A sio rakieta!), dans  l’hebdomadaire pour enfants Miś.  En 1982, elle publia un ensemble de poésies pour enfants intitulé « Pensées de tournesol » (Słonecznikowe nutki). Karolina Kusek est l’auteur de 28 recueils de poèmes, principalement pour les enfants et sur les enfants, entre autres : « Sur Terre et plus haut » (Na Ziemi i wyżej), « Se baladant à travers champ » (Spacerkiem przez pole), « Les couleurs de l’été » (Barwy lata), « Tes paroles » (Twoje słowa), « En tenant grand-mère par la main » (Z babcią za rękę), « Mes paysages » (Moje krajobrazy), « Peint avec le soleil » (Malowane słońcem), « Images de notre enfance » (Obrazki z naszego dzieciństwa), « En direction du soleil » (W stronę słońca),  « Sur les traces d’encre » (Atramentowym szlakiem), « La voix du cœur » (Za głosem serca),  « Regards sur le Monde de l’Enfant »  (Objęłam spojrzeniem świat dziecka), « Les Enfants de Mars »  (Dzieci Marsa) et beaucoup d’autres.  
Elle est l’auteur de la version poétique de l’opéra « Casse-noisette » de Hoffmann, pour sa première représentation à l’opéra de Wrocław, ainsi que du drame « L’arrosoir plein de larmes » (Konewka pełna łez).
Les poèmes de Karolina Kusek rejoignent les fondements philosophiques du grand précurseur de la lutte pour les droits de l’enfant Janusz Korczak, pour qui l’enfant est le plus grand bien, l’espérance du monde, à qui sont dus respect, dignité, amour et croissance. Dans ses poésies, elle se concentre sur l’univers de l’enfant, son vécu et ses émotions. Le monde vu à travers les yeux d’un enfant est un élément primordial de sa créativité, monde souvent différent de celui des adultes. Dans bon nombre de ses poèmes, l’auteur nous rappelle le temps de la guerre, durant lequel se déroule l’incommensurable drame des enfants.
L’œuvre de Karolina Kusek est un testament de la mémoire et un message pour les générations futures. C’est sous forme littéraire que l’auteur fait appel autant aux adultes, afin qu’ils soient plus attentifs aux problèmes et aux drames de l’enfant dans le monde contemporain, qu’aux enfants, essayant d’orienter leur sensibilité vers tout ce qui est beauté, durabilité, fragilité du monde, harmonie dans l’environnement et respect des lois de la nature, dont l’homme est partie intégrante.
Les poésies de Karolina Kusek ont été traduites dans plusieurs langues, dont l’anglais, le chinois, le tchèque, l’espéranto, le français, l’espagnol, l’allemand, l’ukrainien, l’italien et bien d’autres.
Karolina Kusek a été récompensée entre autres par : Nagrodą Pracy Organicznej de Maria Konopnickia, Nagrodą Literacką de Klemens Janicki, la statuette Feniks (prix expressionniste de Tadeusz Miciński), la médaille d’or Labor Omnia Vincit – (Le Travail porte Toujours ses Fruits) au nom de Hippolyte Cegielski, ainsi que de la Médaille Européenne d’Art et de Poésie – Homer (médaille européenne d’art et de poésie - Homer). Elle a aussi de nombreuses fois été lauréate du plébiscite Wpływowa Kobieta Dolnego Śląska, ainsi que finaliste du plébiscite Osobowość Roku 2017 En 2018 Karolina Kusek a reçu la III place en finale du plébiscite 20-cia Najbardziej Wpływowych Kobiet Dolnego Śląska C’était un plébiscite organisé uniquement pour les représentants médiatiques (rédacteurs en chef, rédacteurs de départements, journalistes, critiques, experts et photoreporters).
Depuis de nombreuses années, dans les écoles et les bibliothèques de tout le pays, des concours littéraires sont organisés au nom de Karolina Kusek ainsi que des expositions artistiques et des présentations inspirées des œuvres de la poète.

## Œuvres
- Słonecznikowe nutki, 1982
- Na Ziemi i wyżej, 1985[1]
- Spacerkiem przez pole[2]
- Barwy lata[2]
- Twoje słowa, 1991[1]
- Z babcią za rękę[2]
- Moje krajobrazy , 2005[1]
- Malowane słońcem
- W stronę słońca
- Obrazki z naszego dzieciństwa
- Pomiędzy świtem a zmierzchem (sur l'Accident de l'avion présidentiel polonais à Smolensk)[3]
- Atramentowym szlakiem[3]
- Za głosem serca[3]
- Objęłam spojrzeniem świat dziecka
- Taniec czasu
- Pomiędzy tęczą a błotnym kamieniem[4]
- Tajemniczy cień – baśń sceniczna[5]
- Gdy oniemieli wieszcze[6]
- Ty jesteś moim słońcem[7]
- Dzieci Marsa[3],[8]
- Moje krajobrazy / Meine Landschaften polsko-niemiecka , Siedmioróg

## Prix et distinctions
- Nagroda Pracy Organicznej im. Marii Konopnickiej
- Nagroda Literacka im. Klemensa Janickiego
- Feniks (nagroda SWK) (pl) – nagroda ekspresjonistyczna im. Tadeusza Micińskiego
- Srebrny medal „Labor Omnia Vincit” – („Praca wszystko zwycięża”) im. Hipolita Cegielskiego
- IV Finałowe miejsce w Plebiscycie Polska Times, Osobowość Roku 2016[9]
- Sześciokrotna laureatka w Plebiscycie Gazety Wrocławskiej, Kobieta Wpływowa Dolnego Śląska w latach 2012-2017